# Ludmila Červinková
Ludmila Červinková (29. dubna 1908 v Praze – 16. září 1980 v Praze) byla česká operní pěvkyně-sopranistka a hudební pedagožka.

## Život
Operní zpěv vystudovala na pražské a vídeňské konzervatoři (1928–1934), po jejím absolutoriu působila nejprve v Olomouci (1934–1940), poté dva roky v Ostravě (1940–1942), od roku 1942 na doporučení Václava Talicha účinkovala coby sólistka opery Národního divadla v Praze, kde působila až do roku 1966. Jednalo se o uznávanou operní pěvkyni s velmi čistým a technicky dokonalým hlasovým projevem, který je dodnes oceňován mimo jiné i pro svoji pečlivou artikulaci, provázenou přirozeným hereckým projevem. Kromě spolupráce s rozhlasem a rozsáhlé koncertní činnosti vyučovala operní zpěv na pražské HAMU (od roku 1958) a na Pražské konzervatoři (od 1960). Jejím prvním manželem byl divadelní režisér Oldřich Stibor, za kterého se provdala v roce 1935; druhým manželem byl Ing. Adolf Říha.